# Advanced Passenger Train

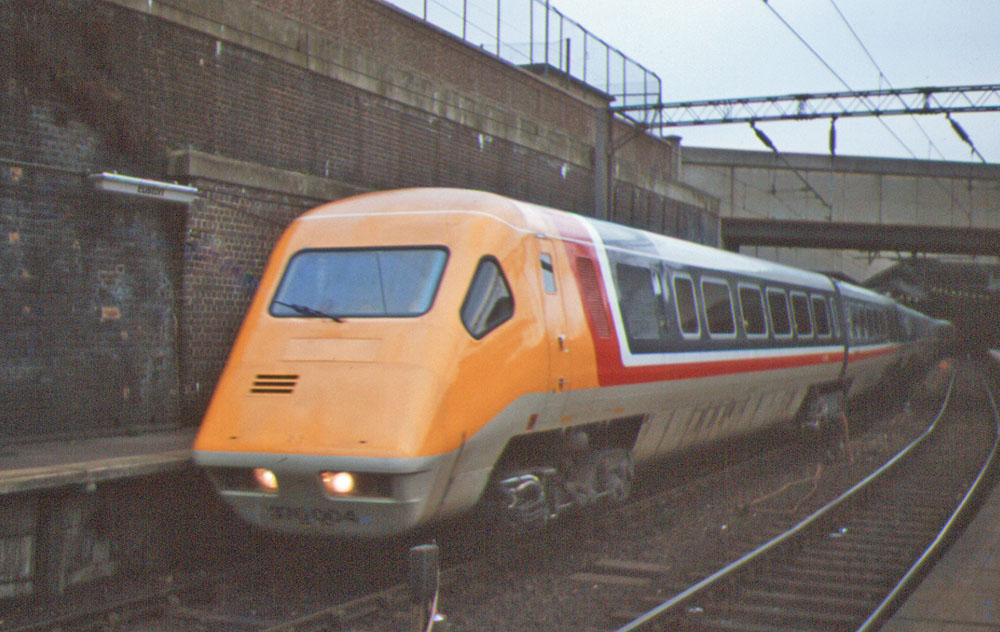

O Advanced Passenger Train (acrônimo: APT) foi uma tentativa frustrada da British Rail de introduzir um trem de alta velocidade no Reino Unido durante as décadas de 1970 e 1980.
Este trem utilizava uma tecnologia chamada pendular activa (tilting, em inglês). Esta tecnologia fazia com que o trem inclinasse nas curvas, dando condições ao trem alcançar altas velocidades nas curvas de trilhos "normais".
O efeito do trem inclinar nas curvas fazia com que os passageiros sentissem a sensação de enjoo dando-lhe o apelido de 'Cometa do Vômito'. O APT tinha uma velocidade máxima de 257km/h sendo que, caso fosse aprovado operaria a 200km/h na linha West Coast Main Line.
Durante os testes alguns vagões falhavam ao inclinar, fazendo com que a British Rail perder a confiança na tecnologia, sendo o projeto encerrado pelo governo de Margaret Thatcher.
Hoje o Reino Unido dispõe de trens como trens Eurostar que circulam pelo túnel do Canal da Mancha, entre a Inglaterra e a França, e também viajam pela Bélgica, e operam a 300 km/h. Há também versões do Italiano Pendolino (British Rail Class 390 Pendolino) e o trem Javelin (British Rail Class 395 Javelin) que operam a 200 km/h. E o famoso InterCity 125, o trem diesel mais veloz do mundo, operando a 201 km/h (recorde de 238 km/h).

## Versões
- APT-E: Advanced Passenger Train Experimental modelo experimental
- APT-P: Advanced Passenger Tarin Prototype ou British Rail Class 370 modelo de pré-produção

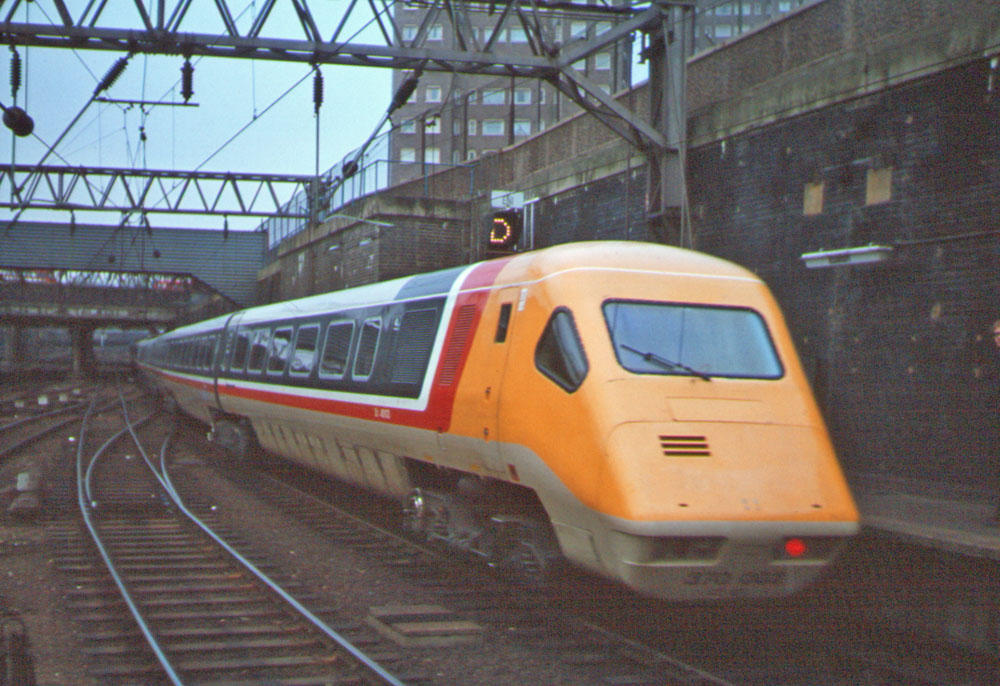
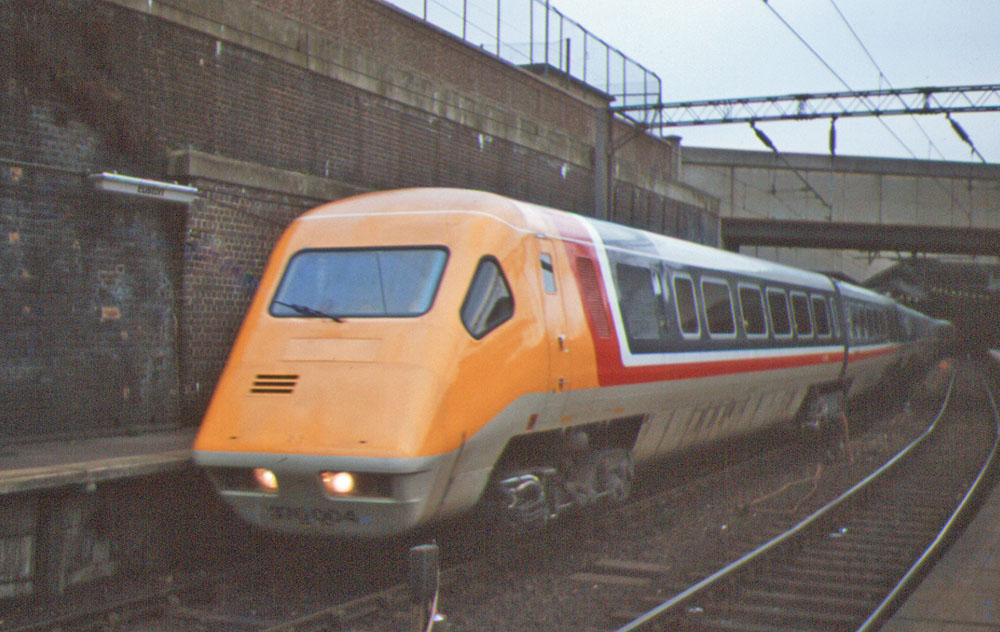

Imagens

## Bibligorafia
- Gilchrist, A.O. (2006). A history of engineering research on British Railways (PDF). [S.l.]: Institute of Railway Studies and Transport History [ligação inativa][ligação inativa]
- Gourvish, Terry (2002). British Rail: 1974-97: From Integration to Privatisation. Oxford: Oxford University Press. ISBN 0-19-926909-2.
- Potter, Stephen (1987). On the Right Lines?: The limits of technological innovation. London: Frances Pinter (Publishers). ISBN 0-86187-580-X.
- Williams, Hugh (1985). APT: A Promise Unfulfilled. [S.l.]: Ian Allan. ISBN 0-7110-1474-4
- Body, Geoffrey, (1981). Advanced Passenger Train: The official illustrated account of British Rail's revolutionary new 155 mph train. Weston-super-Mare: Avon-Anglia Publications & Services. ISBN 0-905466-37-3.
- Nock,  O.S. (1980). Two Miles a Minute. London: Patrick Stephens Limited. ISBN 0-85059-412-X
- British Transport Films (1975) E for Experimental. Republished 2006 by the British Film Institute on DVD as part of British Transport Films Collection (Vol. 3): Running A Railway.
- Wickens, Alan (verão de 1988). «APT - With Hindsight». Newsletter of the Friends of the National Railway Museum
- Wickens, Alan (22 de março de 2002). «Dr Alan Wickens». National Railway Museum